# Patxi Esquembre
Francisco Javier “Patxi” Esquembre Menor (Villena, 1962) es un político ecologista español.

## Biografía
Médico de profesión, es el líder del partido ecologista Los Verdes de Villena. 
Entre 1993 y 1999 trabajó en Guatemala como coordinador de la Comisión de Salud del Vicariato Apostólico de Petén. En Guatemala fue también miembro de la comisión de seguimiento de los acuerdos de paz de Petén, firmados en 1996 por el gobierno guatemalteco y la guerrilla de la Unidad Revolucionaria Nacional Guatemalteca.
Desde 2011 a 2019 fue alcalde de Villena, gracias a un pacto con el PSOE y Villena Centro Democrático (una escisión del Partido Popular). Se convirtió así en el primer alcalde ecologista de España. En las elecciones municipales de 2015 su partido consiguió la mayoría absoluta al lograr 11 de los 21 concejales de la ciudad.
Esquembre tuvo que sufrir las acometidas de la Fundación Toro de Lidia (FTL), por impedir la celebración de corridas de toros en la plaza de Villena. En contra de las resoluciones favorables obtenidas en los tribunales por la FTL en los años 2016, 2017 y 2018, el todavía alcalde siguió denegando las peticiones de la FTL y de la Peña Cultural Taurina Villenense, por lo que la Fundación presentó una querella por prevaricación. La querella fue sobreseída por el Juzgado de Primera Instancia e Instrucción n.º 2 de Villena en marzo de 2020.